# Arthur Evans

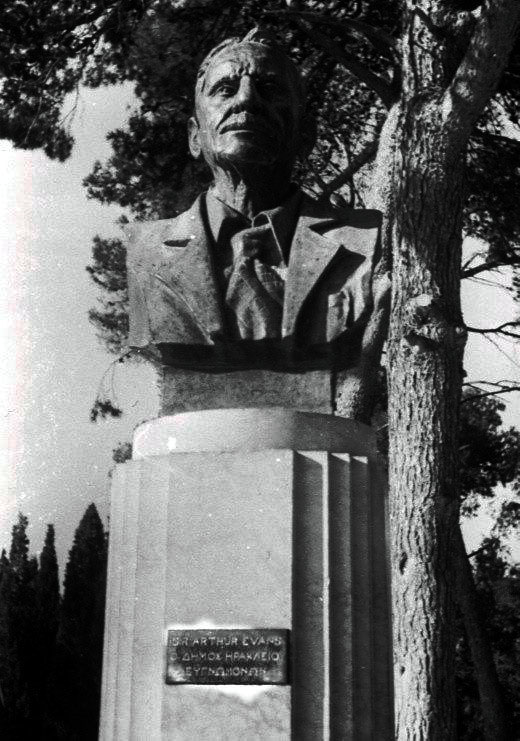
Staty föreställande Arthur Evans.

Arthur John Evans, född 8 juli 1851 i Nash Mills nära Hemel Hempstead i Hertfordshire, död 11 juli 1941 nära Boars Hill utanför Oxford, var en brittisk arkeolog. Han är känd framför allt för att han upptäckte den minoiska kulturen, som före honom var känd endast som en diffus myt. 
Evans var son till John Evans, en papperstillverkare och amatörarkeolog. Arthur Evans utbildades vid Harrow School, Brasenose College vid Oxfords universitet och universitetet i Göttingen. 
1873–74 företog han resor i Lappland och Finland och sedan under en lång rad av år i Balkanländerna och Syditalien i arkeologiskt och etnografiskt syfte. Mellan 1884 och 1908 arbetade han som intendent vid Ashmolean Museum i Oxford, och blev senare professor i klassisk arkeologi där. Evans specialintresse var Kreta, där han började sina forskningar 1893 och det var till stor del hans förtjänst att man gjorde en arkeologisk utgrävning av palatsstaden Knossos. Hans studier i kretensiska skriften var banbrytande. 
Utgrävningsplatsen är nu öppen och tillgänglig för allmänheten. Knossos visade sig vara centrum för den minoiska kulturen. Evans publicerade sina fynd i ett verk om fyra volymer, The Palace of Minos at Knossos (1921–1935), som hör till de klassiska verken inom arkeologin. Han restaurerade också platsen och rekonstruerade en del av byggnaderna. I rekonstruktionsarbetet använde han delvis modern teknik och moderna material. Han lyckades inte tyda de skrivna meddelanden som fanns på platsen. 
En annan viktig sida av Evans akademiska gärning var hans långtgående betoning av Kretas betydelse för regionen. Denna ledde till intensiv debatt med arkeologer som arbetade på det grekiska fastlandet, till exempel Carl Blegen och Alan Wace. 
Evans har även undersökt grottan på ön Ukonkivi i Enare träsk 1873, som samerna använt som offerplats. 
Bland Evans arbeten märks Cretan pictographs and prae-Phœnician spript (1895), The Mycenæan tree and pillar cult (1901), Scripta minoa (1909), hans grävrapporter i The annual of the British school at Athens (1899–1905) samt The palace of Minos (3 band, 1921–30).

## Utmärkelser, ledamotskap och priser
- Ledamot av Kungliga Vetenskapsakademien (LVA, 1907)
- Hedersledamot av Vetenskapssocieteten i Lund (HedLVSL)[2]
- Knight Bachelor (1911) vilket berättigar till titeln sir